# هولا بريستان
هولا بريستان (Гола Пристань) هي مدينة في خيرسون أوبلاست في أوكرانيا.